# Walter Rieger (Architekt)

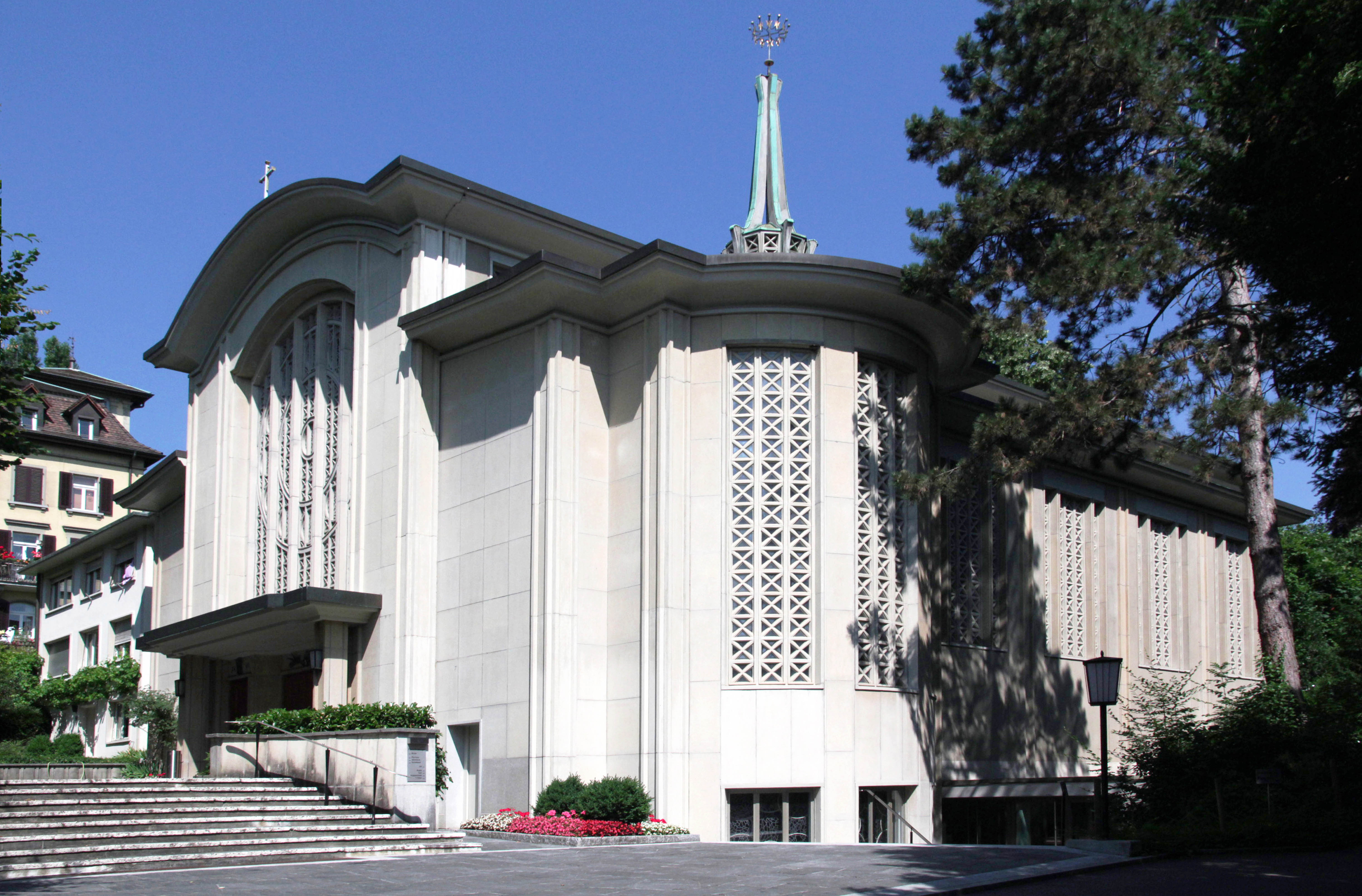
Kirche Dreikönigen, Zürich-Enge (1949–1951)

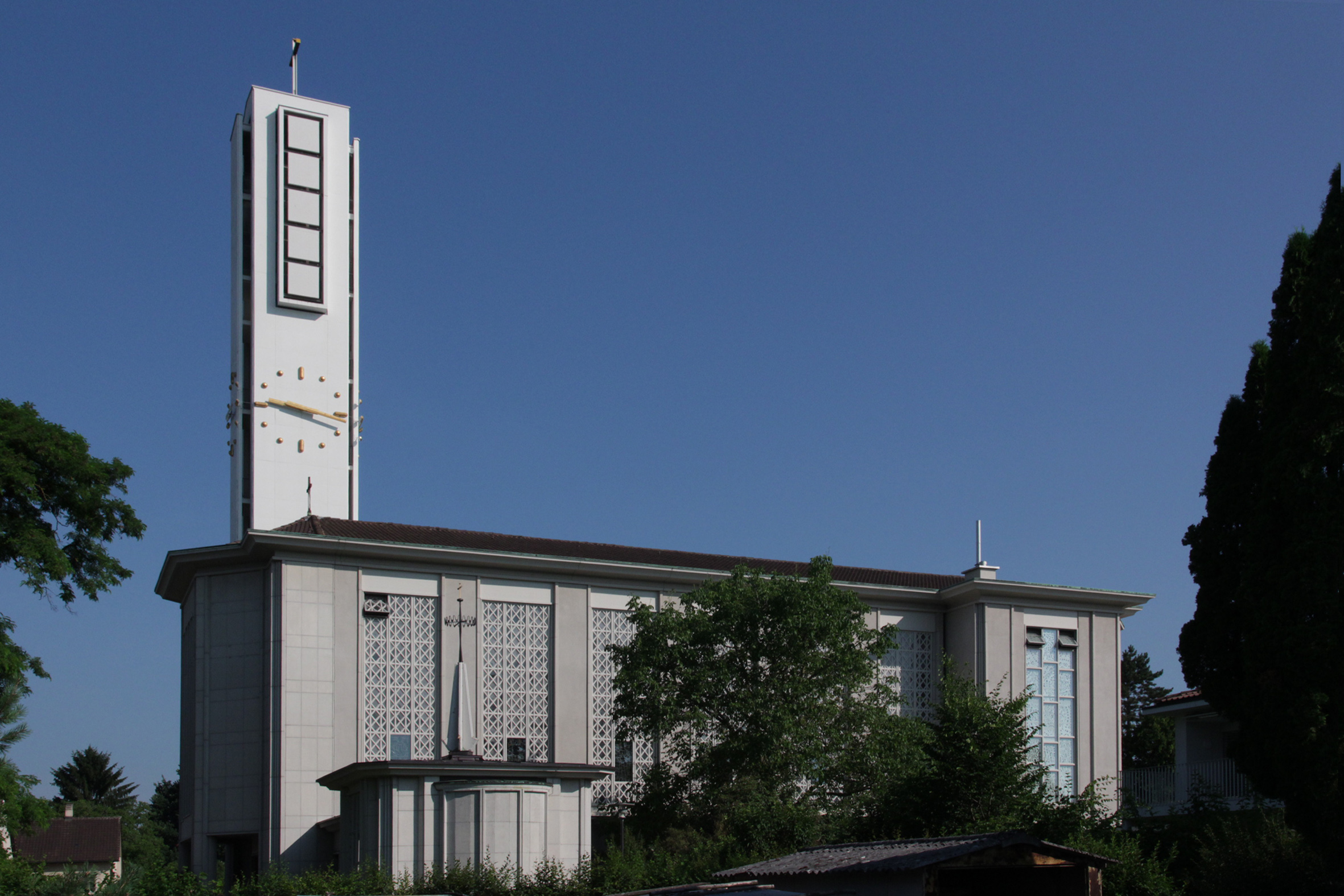
Kirche Maria Frieden, Dübendorf (1950–1952)

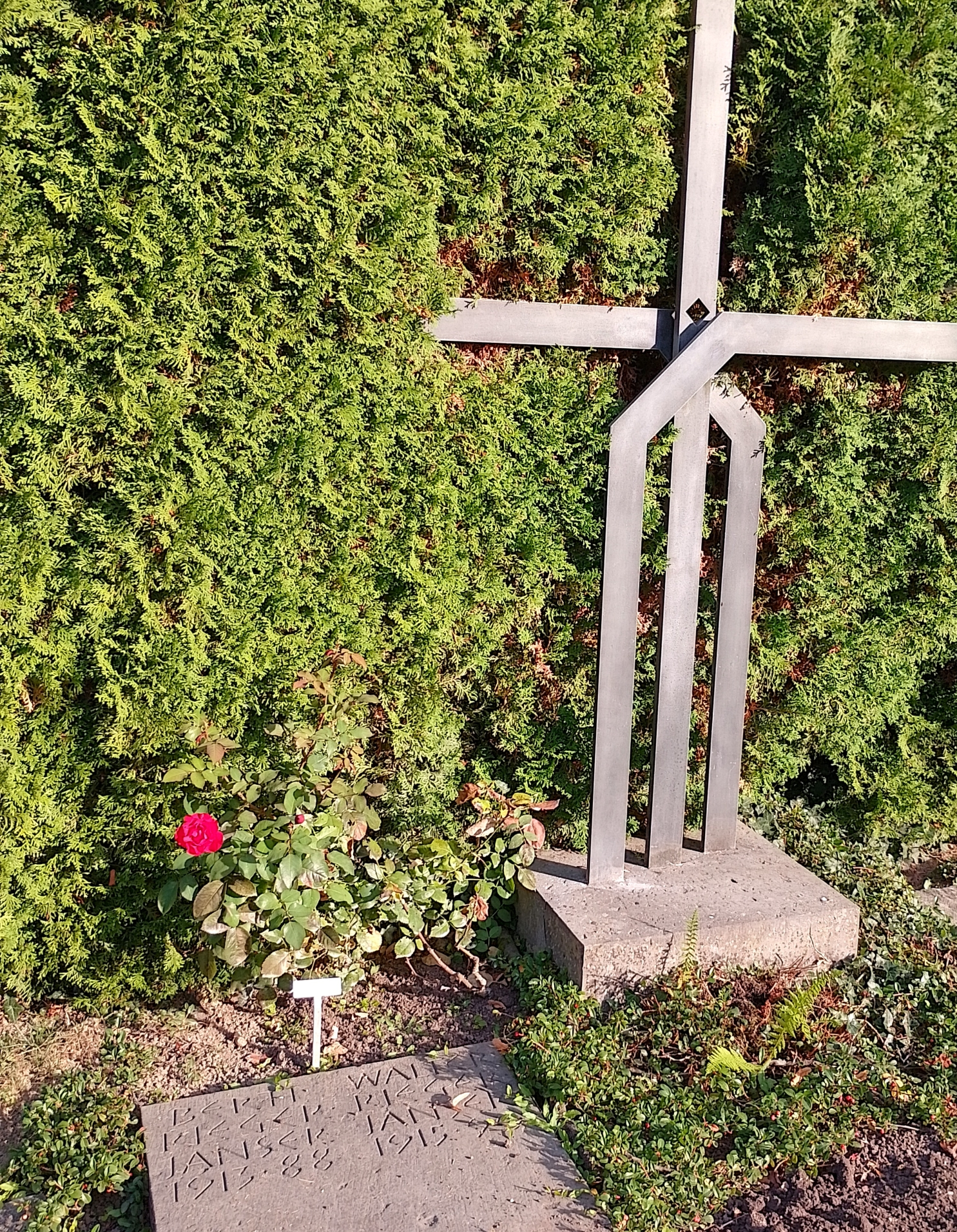
Grab, Friedhof Rehalp, Zürich

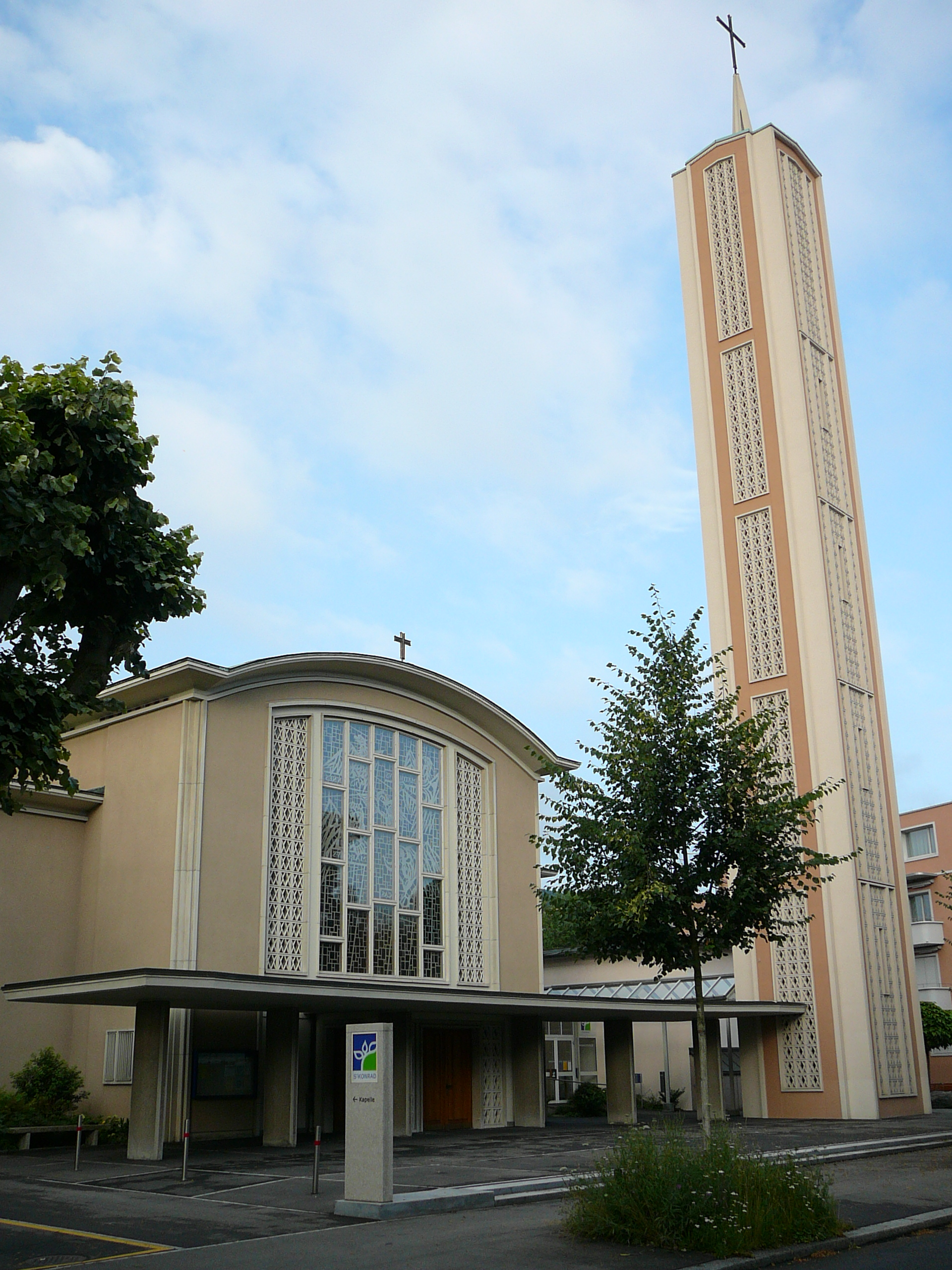
Kirche St. Konrad, Zürich-Albisrieden (1953–1955)

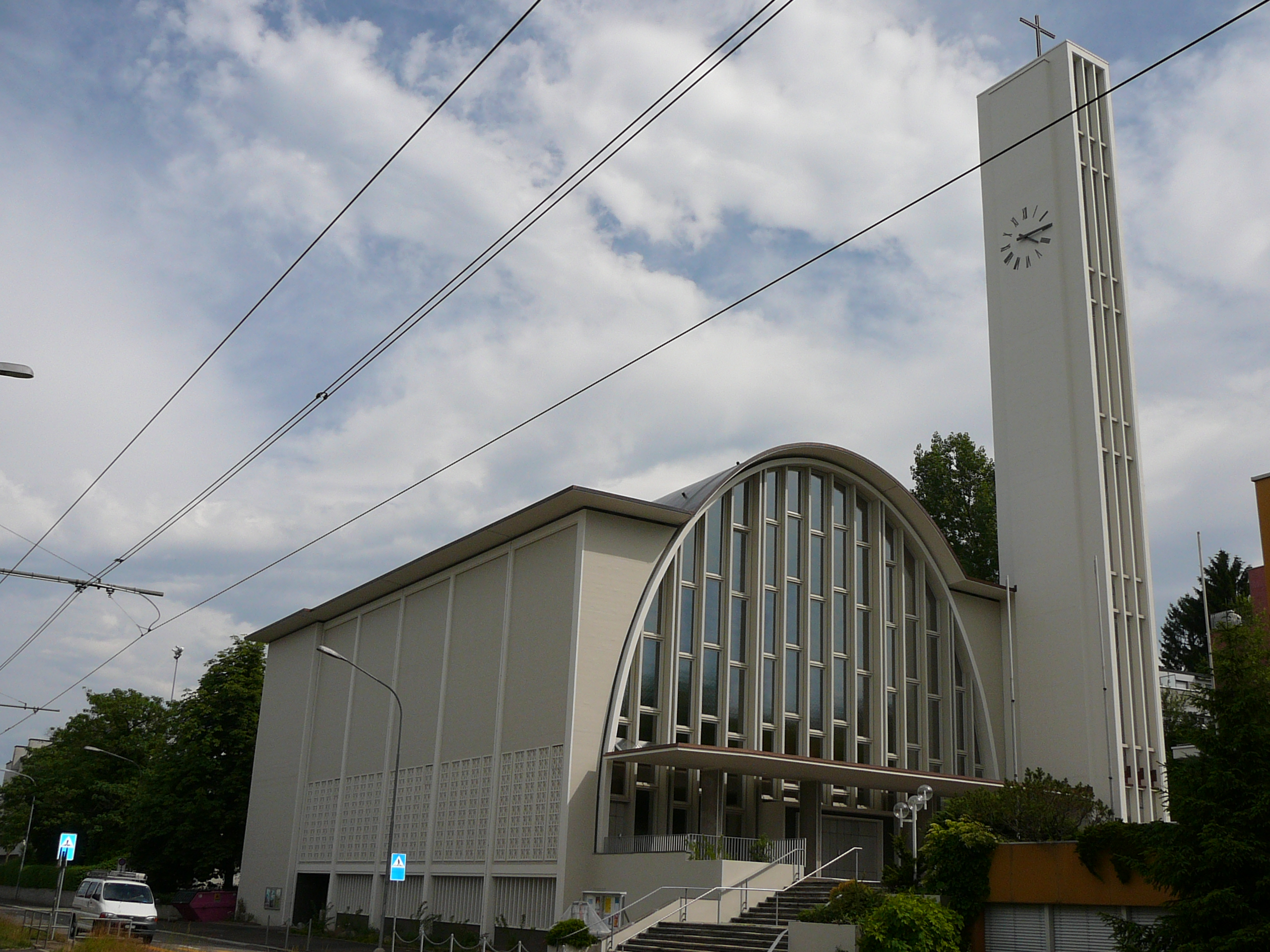
Kirche St. Gallus, Zürich-Schwamendingen (1956–1957)

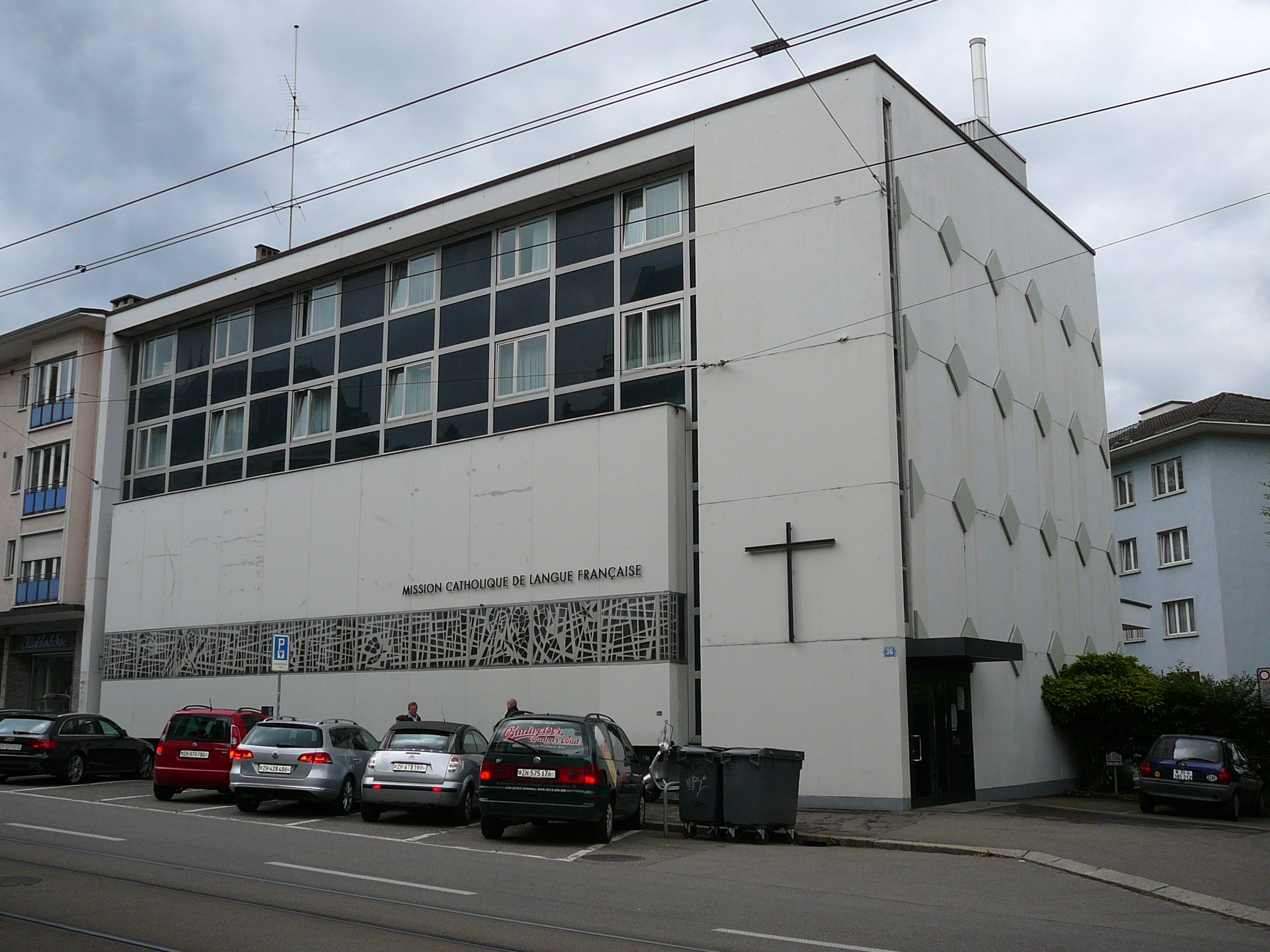
Kirche Sainte Famille, Zürich-Hottingen (1966)

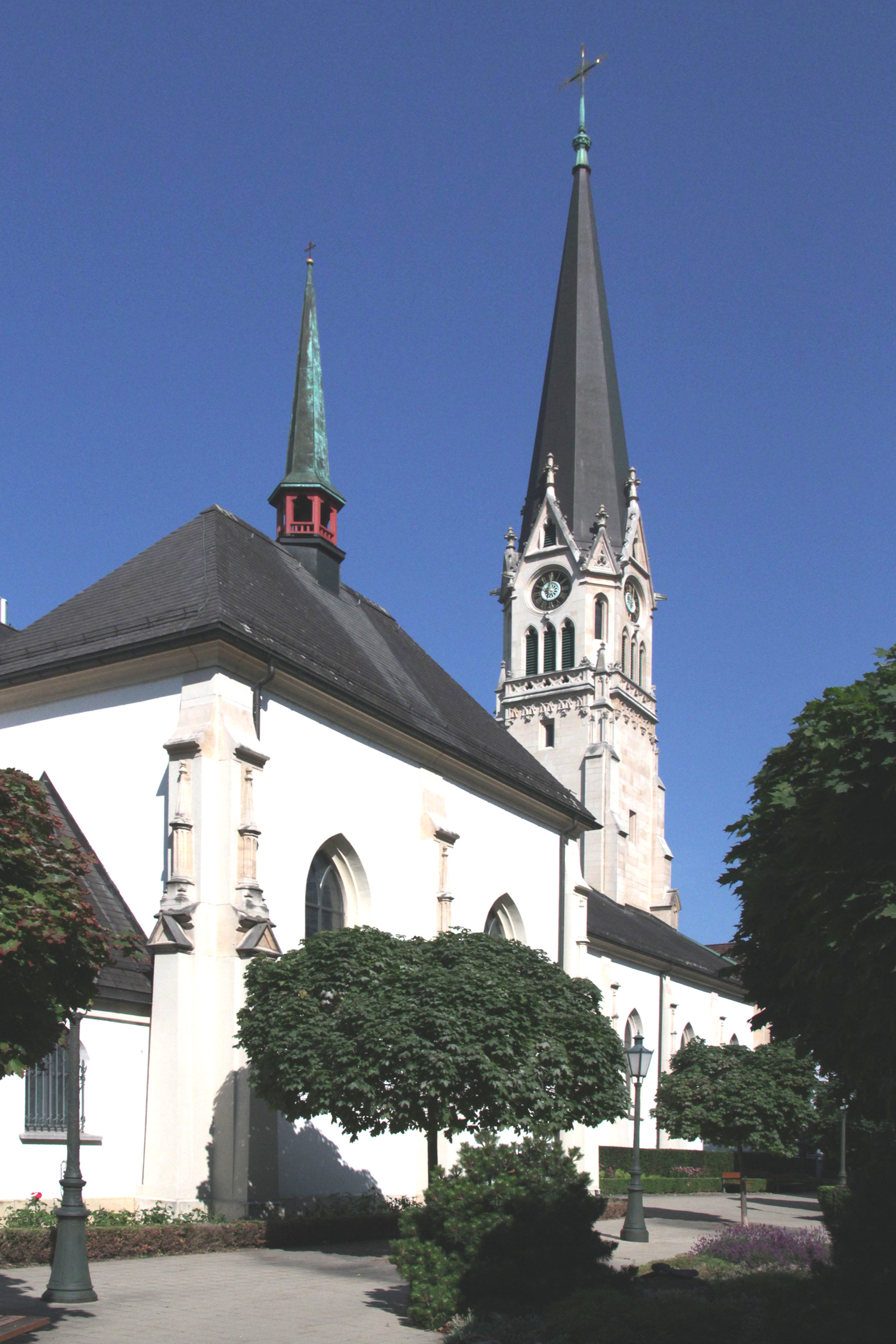
Kirche St. Peter und Paul mit dem Neubau der St. Annakapelle im Vordergrund, Zürich-Aussersihl (1979–1981)

Walter Rieger (* 1915; † 1990) war ein Schweizer Architekt. Er prägte mit seinen Kirchbauten die moderne katholische Kirchenarchitektur mit.

## Leben und Werk
Walter Rieger absolvierte bei Anton Higi eine Lehre als Bauzeichner und arbeitete anschliessend in dessen Architekturbüro weiter. Als Anton Higi 1938 zum Zürcher Stadtrat gewählt wurde, übernahm Walter Rieger die Bauführung der sich im Bau befindlichen Kirche St. Martin Zürich-Fluntern. In dieser Zeit nahm Rieger auch das Architekturstudium an der Technischen Hochschule Stuttgart auf, das er dann beim Beginn des Zweiten Weltkriegs abbrechen musste.
Zusammen mit Ferdinand Pfammatter erreichte Walter Rieger 1946 den zweiten Preis beim Architekturwettbewerb für die katholische Kirche St. Felix und Regula, Zürich-Hard. Der Bau des katholischen Knabenschulhauses Sumatra in Zürich ermöglichte die Gründung des gemeinsamen Architekturbüros von Pfammatter und Rieger, das sie in den Jahren 1948 bis 1967 betrieben. In der Zeit von 1948 bis 1967 schufen Rieger und Pfammatter neben zahlreichen Renovationen, Um- und Anbauten insgesamt 11 Kirchen, 11 Schulhäuser, einen Kindergarten und 9 Geschäftshäuser.
Nach der Trennung von Ferdinand Pfammatter und der Auflösung des gemeinsamen Architekturbüros realisierte Walter Rieger in den Jahren 1979–1981 sein wohl wichtigstes alleiniges kirchliches Bauvorhaben durch die Renovierung von St. Peter und Paul, Zürich-Aussersihl. Es ist dies die erste katholische Kirche der Stadt Zürich, die nach der Reformation und der Abspaltung der christkatholischen Kirche auf Zürcher Grund realisiert wurde. Durch diese Renovation und den Neubau der stilistisch an die neogotische Kirche angepasste St. Annakapelle trug Walter Rieger massgeblich zum harmonischen Gesamtbild der Mutterpfarrei aller Stadtzürcher Kirchen bei.
Walter Rieger war mit Berit, geborene Janser (1913–1988) verheiratet. Seine letzte Ruhestätte fand er auf dem Friedhof Rehalp in Zürich.

## Würdigung
Die Architekten Pfammatter und Rieger standen in der Tradition der französischen Betonarchitektur. Über ihre Bauten heisst es: „Im Werk werden Erinnerungen wach an die französischen Brüder Auguste und Gustave Perret, die in den Zwanzigerjahren als Pioniere der Betonarchitektur galten.“
Die Liturgiebewegung der Katholischen Kirche erhob in den 1930er Jahren die Forderung nach einer räumlichen Zusammenführung von Priester und Gläubigen. Diese Forderung hatte Einfluss auf die Entwicklung der Kirchengebäude der Architekten Pfammatter und Rieger. So zeigen die ersten beiden Kirchenbauten der Architekten, Dreikönigen Zürich-Enge und Maria Frieden Dübendorf, noch eine klare Gestaltung als traditionelle mehrschiffige Longitudinalbauten. Bei der Kirche Dreikönigen ist der Einfluss von Denis Honeggers Kapelle der Universität Misericorde in Fribourg noch klar zu erkennen. Bei der Kirche Maria Frieden rücken Pfammatter und Rieger jedoch bereits von der dreischiffigen Halle ab, indem sie den Raum mit parabelförmigen Betonbindern überspannen. Auch St. Konrad Zürich-Albisrieden stellt vom Grundriss her schon fast einen Zentralbau dar, der mit seinen Quertonnen der Seitenschiffe auf das Vorbild von Notre-Dame du Raincy verweist. Die Kirchen St. Gallus Zürich-Schwamendingen und St. Marien Herrliberg gehen noch weiter in Richtung Einheitsraum mit gewölbter oder zeltförmiger Schale. Das letzte gemeinsame Werk von Pfammatter und Rieger schliesslich, die Kirche Sainte Famille Zürich-Hottingen, vollzieht den Wechsel zum Querbau. Damit setzt diese Kirche die Forderung der Liturgiekonstitution des Zweiten Vatikanischen Konzils konsequent um, indem der Querbau eine halbkreisförmige Bestuhlung möglich macht, sodass die Gläubigen sich nahe um den Altar versammeln können.

## Bauten (Auswahl)
- 1938–1939: Kirche St. Martin Zürich-Fluntern, Zürich-Fluntern (Bauführung)
- 1948–1949: Schulhaus Sumatra für Knaben des Katholischen Schulvereins Zürich
- 1949–1950:  Kirche St. Judas Thaddäus, Eglisau
- 1949–1951: Kirche Dreikönigen, Zürich-Enge
- 1950–1952: Kirche Maria Frieden, Dübendorf
- 1953–1955. Kirche St. Konrad, Zürich-Albisrieden
- 1955: Kirche St. Martin, Visp VS
- 1955–1956: Kapelle St. Anna, Wädenswil
- 1956: Kirche St. Stefan, Fulenbach SO
- 1956: Kirche St. Marien, Herrliberg
- 1956–1957: Kirche St. Gallus, Zürich-Schwamendingen
- 1959: Kirche Christkönig, Turgi AG
- 1959: Kirche Sacré-Coeur, Sitten VS
- 1966: Kirche Sainte Famille der Mission catholique de la langue française, Zürich-Hottingen
- 1979–1981: Restaurierung der Kirche St. Peter und Paul, Zürich-Aussersihl mit Neubau der St. Anna-Kapelle